# Even Hole
Even Hole, né le 31 août 1957 à Byrkjelo est un skieur alpin norvégien. Il évolue en Coupe du Monde de 1979 à 1982. Son meilleur résultat est une troisième place au classement du combiné en 1982.

## Coupe du Monde
- Meilleur résultat au classement général : 37e en 1982.
- Meilleur résultat: 3e.